# Cantaniño cuenta un cuento
 Cantaniño cuenta un cuento  es una película de Argentina filmada en Eastmancolor dirigida por Mario David según su propio guion escrito en colaboración con Fernando Salas y Adolfo Castelo que se estrenó el 6 de diciembre de 1979 y que tuvo como actores principales a Berugo Carámbula,  Gachi Ferrari, Mario Pasik y Mónica Vehil. Hay filmaciones parciales en Corrientes, Chaco, Mar del Plata, Mendoza, Salta y Ushuaia.

## Sinopsis
Una ejecutiva rencorosa entorpece las gestiones que hacen un empresario, un cineasta y su novia organizando espectáculos en el país.

## Reparto
- Berugo Carámbula ...
- Gachi Ferrari ... Llí
- Mario Pasik ... Alfredo
- Mónica Vehil ... Lucrecia
- Javier Portales ... Don Roberto Sacote
- Juan Carlos de Seta ... Inspector de tránsito
- Pablo Cumo (hijo)
- Rina Morán
- Coro Sapito de Oro
- La Mona Margarita
- Virginia Faiad ... Maestra
- Mario Luciani
- Rodolfo Onetto
- Sergio Corona
- Carlos Romero
- Juan Carlos Fontana (II)
- Alfredo Pérez
- Adriana Salgueiro ... Azafata
- Alfredo Quesada
- . Alberto "Pacha" Serrano
- Ricardo Suñé
- Claudio España
- Adolfo Castelo
- Nicolás Scarpino
- Mangacha Gutiérrez

## Comentarios
Raúl Álvarez Pontiroli en La Razón opinó:

«(Mario David)…lograsostener el interés de lo que muestran las imágenes. No es tarea fácil…El problema consistía en enhebrar, de alguna manera, los tres longplays hasta ahora lanzados por el certamen televisivo Cantaniños. La solución…fue no enhebrarlos de ninguna manera.»

Manrupe y Portela escriben:

«Musical infantil de extracción, influencia y resultado televisivo.»